# شو دونگ
شو دونگ (انگلیسی: Xu Dong؛ زادهٔ ۱۸ ژانویهٔ ۱۹۷۹) وزنه‌بردار اهل چین بود. وی در بازی‌های المپیک تابستانی ۱۹۹۶ شرکت کرده‌است.